# Costus laevis

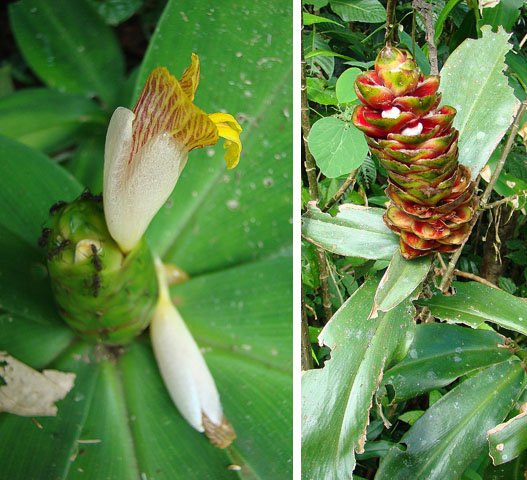
Blüten und Fruchtstand

Costus laevis ist eine Pflanzenart aus der Familie der Costaceae. Sie findet sich vom südlichen Mittelamerika bis ins nördliche Südamerika.

## Merkmale
Costus laevis ist eine krautige Pflanze und erreicht eine Wuchshöhe von bis zu 6 Meter. Die unbehaarten, schmal-elliptischen bis schmal verkehrt-eiförmigen Blätter laufen länglich spitz zu.
Die zapfenartigen, breit zylindrischen Blütenstände sind 5 bis 10 Zentimeter lang und haben einen Durchmesser von 3 bis 7 Zentimeter, während der Reife erreichen sie eine Länge von bis zu 25 Zentimeter und eine Breite von bis zu 9 Zentimeter. Die Tragblätter sind grün, gelegentlich rot. Die Krone ist gelblich bis rötlich-weiß, das voll entfaltete Labellum breit verkehrt-eiförmig und purpurn bis  gelb gestreift. Die Samen haben einen weißen Arillus.

## Verbreitung
Costus laevis ist heimisch von Mexiko bis Bolivien, sie besiedelt offene Stellen, die Ufer von Auwäldern und Sümpfe.

## Systematik
Die Art wurde 1798 von Hipólito Ruiz López und José Antonio Pavón y Jiménez erstbeschrieben.